# 오구니정 (구마모토현)
오구니정(일본어: 小国町 오구니마치[*])은 일본 구마모토현 북동부에 있는 아소군의 정이다.
야마가타현 니시오키타마군 오구니정이나 니가타현 나가오카시 오구니정과 구별하기 위해서 "히고오구니"(肥後小国)로도 부른다.

## 지리
규슈 중부 구마모토현 북단부의 규슈 산지에 위치한다. 동부, 북부, 서부는 오이타현과 접한다. 면적의 약 80%는 산림이며 그 산림의 약 75%는 삼나무의 인공림이다("오구니 삼").

## 인접한 자치체
- 구마모토현
  - 아소군 미나미오구니정

- 오이타현
  - 히타시
  - 구스군 구스정, 고코노에정

## 역사
- 1889년 4월 1일 - 정촌제 시행으로 기타오구니촌이 성립하였다.
- 1935년 4월 1일 - 기타오구니촌이 정으로 승격해 오구니정이 되었다.

## 경제
2004년도 정내 총생산은 251억 엔이었다. 산업의 중심을 오랫동안 담당해 온 것은 임업이다. 농업으로는 무의 생산, 1950년대 후반에 도입된 저지소의 사육이 활발하다. 또 정내에는 천연 온천 시설이 있고 관광 소비액수는 1996년에 약 40억 엔이었다. 산업 인구 비율은 1994년에 1차 산업 27.1%, 2차 산업 25.4%, 3차 산업 47.5%이었고 생산액 비율에서는 각각 9.7%, 28.9%, 61.4%이었다.

## 교통

### 도로
- 국도 212호선
- 국도 387호선
- 국도 442호선